# 横江里沙
横江 里沙（よこえ りさ、1994年10月12日 - ）は、日本の元陸上競技選手。専門は長距離走。

## 略歴
中学・高校時代から全国大会で活躍した。稲美町立稲美北中学校時代には、第17回全国中学校駅伝大会で1区区間賞を獲得し、優勝に貢献した。

### 高校駅伝
須磨学園高在学中に3年連続で準エース区間になる全国高校駅伝2区4.0975kmに出場。2010年の1年次にはトップと9秒差の3位で襷を受けたが、第2中継所ではトップとタイム差なしの2位で襷を渡す好走で、外国人留学生や森智香子（諫早、後に日本選手権3000m障害優勝）らを抑えて区間賞を獲得した。2011年の2年次には17秒差の8位で襷を受けたが、5人を抜きトップと4秒差の3位でリレーした。この時も関根花観（仙台育英、後にリオ五輪日本代表）、松田瑞生（大阪薫英女学院、後に日本選手権10000m優勝）らを抑え、2年連続の区間賞を獲得した。2012年の3年次にはトップと34秒差の25位で襷を受け、15人を抜く好走で順位を10位まで押し上げたが、区間2位となり3年連続の区間賞はならなかった。この時の区間賞は松田だった。

### 実業団
高校卒業後の2013年、豊田自動織機女子陸上競技部に入部。2018年、大塚製薬陸上競技部に移籍した。2021年11月28日に行われた第41回全日本実業団対抗女子駅伝大会（クイーンズ駅伝）をもって現役を引退。

## 主な記録
| 年     | 大会                       | 種目       | 順位     | 備考            |
| ------ | -------------------------- | ---------- | -------- | --------------- |
| 2009年 | 全日本中学陸上選手権       | 1500m      | 優勝     | 大会新記録      |
| 2010年 | 都道府県対抗女子駅伝       | 3区        | 区間2位  | 兵庫県4位       |
|        | 国民体育大会               | 少年B1500m | 優勝     | 大会新記録      |
|        | 第22回全国高校駅伝         | 2区        | 区間賞   | 須磨学園8位     |
| 2011年 | 世界クロスカントリー選手権 | U20        | 27位     | 日本3位         |
|        | 第23回全国高校駅伝         | 2区        | 区間賞   | 須磨学園4位     |
| 2012年 | 都道府県対抗女子駅伝       | 7区        | 区間賞   | 兵庫県4位       |
|        | 第24回全国高校駅伝         | 2区        | 区間2位  | 須磨学園6位     |
| 2015年 | 全日本実業団女子駅伝       | 5区        | 区間記録 | 豊田自動織機2位 |
| 2016年 | 日本陸上選手権             | 10000m     | 12位     |                 |
|        | 日本陸上選手権             | 5000m      | 9位      |                 |
| 2017年 | 日本陸上選手権             | 5000m      | 12位     |                 |